# 1900년 하계 올림픽 육상 남자 200m 허들
1900년 하계 올림픽 육상 남자 200m 허들은 프랑스 파리에서 개최된 1900년 하계 올림픽 육상의 세부 종목이다. 5개국에서 11명의 선수가 참가했으며, 7월 16일에 크루아카텔랑 경기장에서 경기가 진행되었다.

## 경기장
| 도시 | 경기장              | 프랑스어      | 영어                 |
| ---- | ------------------- | ------------- | -------------------- |
| 파리 | 크루아카텔랑 경기장 | Croix-Catelan | Croix-Catelan Stadim |

## 기록

### 기존 기록
기존 기록은 없다.

### 신기록
| 올림픽 기록 | 예선 1조 | 알빈 크랜즐린 (USA) | 27.0 | 파리 | 1900년 7월 16일 |
| 올림픽 기록 | 예선 2조 | 노먼 프리차드 (IND) | 26.8 | 파리 | 1900년 7월 16일 |
| 올림픽 기록 | 결선     | 알빈 크랜즐린 (USA) | 25.4 | 파리 | 1900년 7월 16일 |

## 경기 결과

### 예선
예선은 2개 조로 진행되었으며, 각 조 상위 2명의 선수가 결선에 진출한다.

#### 1조
| 순위 | 선수                  | 기록   | 비고 |
| ---- | --------------------- | ------ | ---- |
| 1    | 알빈 크랜즐린 (USA)   | 27.0 s |      |
| 2    | 외젠 슈아셀 (FRA)     | 불명   |      |
| 3    | 프레드릭 몰로니 (USA) | 불명   |      |
| 4    | 윌리엄 레밍턴 (USA)   | 불명   |      |
| 5    | 구스타프 라우 (GER)   | 불명   |      |

#### 2조
| 순위 | 선수                    | 기록   | 비고 |
| ---- | ----------------------- | ------ | ---- |
| 1    | 노먼 프리차드 (IND)     | 26.8 s |      |
| 2    | 존 튜크스버리 (USA)     | 불명   |      |
| 3    | 새디어스 맥클래인 (USA) | 불명   |      |
| 4    | 앙리 타오쟁 (FRA)       | 불명   |      |
| 5    | 윌리엄 루이스 (USA)     | 불명   |      |
| 6    | 스페이들 졸탄 (HUN)     | 불명   |      |

### 결선
| 순위 | 선수                | 기록   | 비고 |
| ---- | ------------------- | ------ | ---- |
| 1    | 알빈 크랜즐린 (USA) | 25.4 s |      |
| 2    | 노먼 프리차드 (IND) | 26.6 s |      |
| 3    | 존 튜크스버리 (USA) | 불명   |      |
| 4    | 외젠 슈아셀 (FRA)   | 불명   |      |

## 메달리스트
| 종목      | 금                   | 은                   | 동                   |
| --------- | -------------------- | -------------------- | -------------------- |
| 200m 허들 | 알빈 크랜즐린 · 미국 | 노먼 프리차드 · 인도 | 존 튜크스버리 · 미국 |

## 범례
|  | 세계 신기록                  |  |                   | 아프리카 신기록 |                      | Q | 예선 통과 |
|  | 올림픽 신기록                |  | 북아메리카 신기록 | DNS             | 경기를 시작하지 않음 |   |           |
|  |                              |  | 아시아 신기록     | DNF             | 경기를 마치지 않음   |   |           |
|  | 국가 신기록                  |  | 유럽 신기록       | DSQ             | 실격                 |   |           |
|  | 개인 최고 기록 (개인 신기록) |  | 오세아니아 신기록 | WD              | 기권                 |   |           |
|  | 시즌 최고 기록 (시즌 신기록) |  | 남아메리카 신기록 | NM              | 기록 없음            |   |           |

## 참고 문헌
- “1900년 하계 올림픽 육상 경기 결과” (영어). 국제 올림픽 위원회.
- De Wael, Herman. 《Herman's Full Olympians: "Athletics 1900"》. 2006년 2월 11일에 원본 문서에서 보존된 문서. 2006년 3월 2일에 확인함.
- Mallon, Bill (1998). 《The 1900 Olympic Games, Results for All Competitors in All Events, with Commentary》. Jefferson, North Carolina: McFarland & Company, Inc., Publishers. ISBN 0-7864-0378-0.